# Bachman Zoltán
Bachman Zoltán (Nagyvárad, 1945. április 21. – Pécs, 2015. július 2.) a Nemzet Művésze címmel kitüntetett, Kossuth- és Ybl Miklós-díjas magyar építész, Pécs építészetének és örökségvédelmének meghatározó alakja, a helyi építészképzés atyja. Testvére Bachman Gábor képzőművész-építész, fia (a családnevét eltérően író) Bachmann Bálint építész.

## Életpályája
Édesapját még születése előtt a frontra hívták, majd hadifogságba került: négyéves koráig egyáltalán nem látta. Ikonokat, szentképeket másoló és azokat árusító édesanyja csak a nagyapa segítségével tudta a megélhetésüket előteremteni. 1949-ben, amikor édesapja hazatért, már Magyarországon, Komlón éltek. Gyermekkorát itt töltötte, majd 1959-től a Pécsi Művészeti Gimnáziumba járt. 1963–68 között végezte el a Műegyetem építészkarát, Pogány Frigyes tanítványaként; emlékezetes oktatói között említi Sajó Ildikót, Bitó Jánost és Csete Györgyöt. Aktivitásával már ezekben az években kitűnt. 1966-ban többedmagával avantgárd kiállítást szervezett a Bercsényi Kollégiumban, többek között Fajó János, Gyarmathy Tihamér, Bálint Endre és festők saját kollekcióiban levő nyugati művészek munkáival. A tárlatot Major Máté nyitotta meg éjfél után, de így is csak másfél órát ért meg: hajnali kettőre már be is záratták. Bachmant csak Major közbeavatkozása mentette meg a kirúgástól. Később részt vett az építészkari hallgatók lapja, a Bercsényi 28-30 alapításában, valamint a kari diákhumor régi publikációs fóruma, a Megfagyott Muzsikus új életre keltésében.
Pályáját a Mecseki Szénbányák alkalmazásában kezdte, majd a Pécsi Tervező Iroda munkatársa lett, Erdélyi Zoltán, később pedig Tillai Ernő műtermében. 1970-ben Szigetvári Jánossal részt vett az 1970-es szatmári árvizet követő helyreállítási munkálatokban. A Kistelegdi Istvánnal és Csaba Lászlóval ekkor tervezett és épített szamoskéri református templom a szocialista Magyarország szakrális építészetének kiemelkedő műve, „a korai magyar organikus építészet egyik első számon tartott példája”. Saját visszaemlékezése szerint: „abban az időben elkötelezett híve voltam a népi, nemzeti tradícióknak”, a helyi organikus építészeket tömörítő Pécsi Csoportnak azonban nem volt tagja. Későbbi munkáin csak ritkán figyelhető meg organikus hatás (kivételes példa a Kistelegdi Istvánnal közösen tervezett pécsi szakközépiskolai bővítés), inkább a késő modern, egyes esetekben pedig a high-tech építészet hatását lehet felfedezni.
1970–1972 között részt vett a Fiatal Építészek Körének I. ciklusán. 1972-től a pécsi Pollack Mihály Műszaki Főiskolában (PMMF), a Bálint János által alapított Épületszerkezettani Tanszék munkatársa volt. Nagy szerepet játszott a főiskola Tervezési és Építészeti Ismeretek Tanszékének megalapításában. Utóbbira neves építészkollégákat hívott meg oktatónak, többek között Kistelegdi Istvánt és Hübner Mátyást. A képzés sajátosságát jelentette, hogy a hallgatók közismert építészek irodáiban szerezhettek gyakorlatot. 1988-tól főiskolai tanár, a PMMF Magasépítési Tanszékének vezetője. Később a PMMF Pécsi Tudományegyetemhez csatolásával, az országban harmadikként megszervezett egyetemi szintű építészképzésben, illetve a 2003-ban akkreditált Breuer Marcell Doktori Iskolában sokáig vezető szerepet vállalt, helyét a doktori iskola vezetőjeként fia foglalta el 2009-ben. Emellett tanított Dortmundban és Würzburgban is, utóbbi helyen munkáját „Honorar professor” címmel ismerték el.

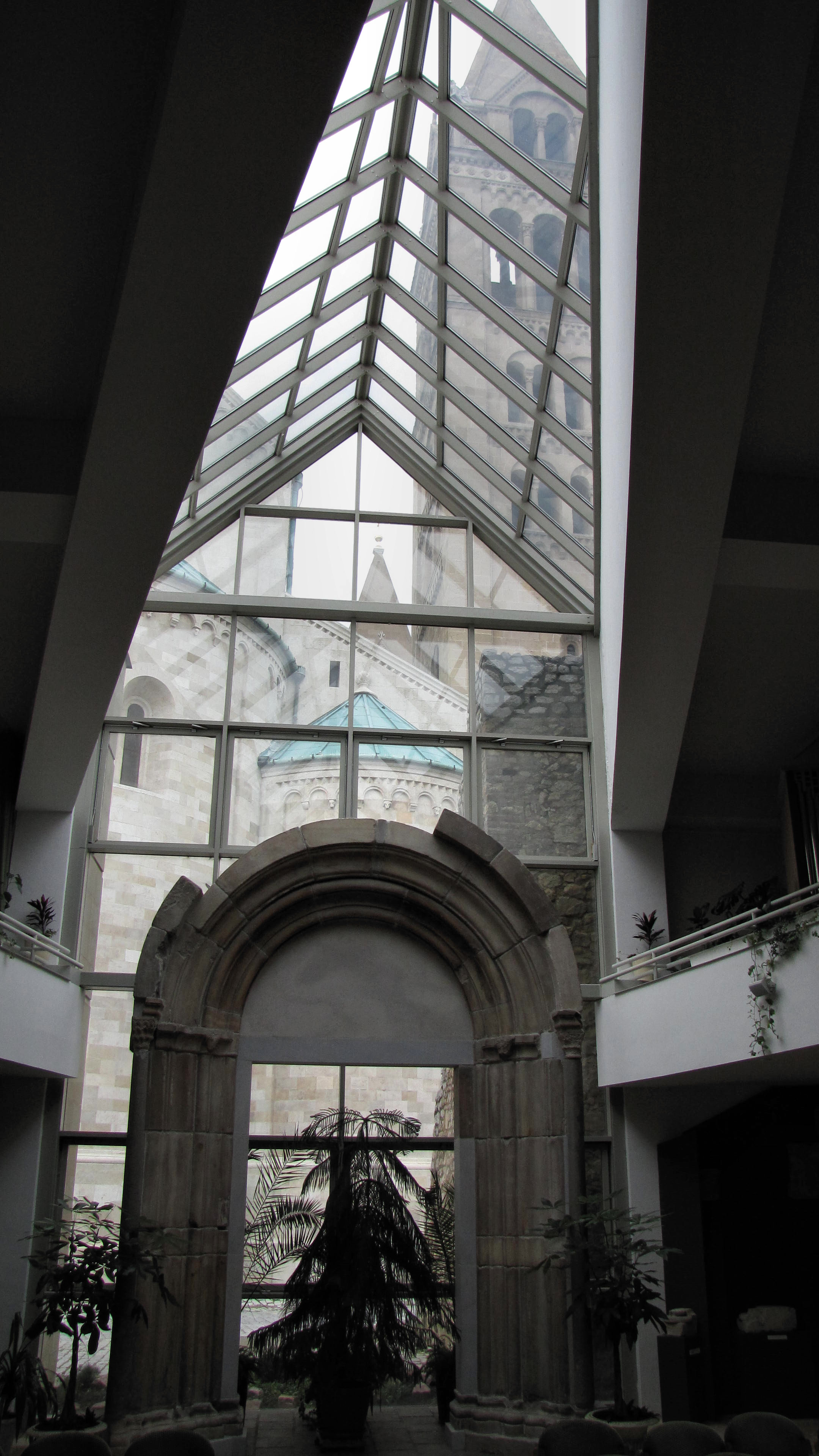
A Dómmúzeum belső tere a székesegyházra néző ablakkal

Miután 1972-ben elvégezte a Budapesti Műszaki Egyetem Műemlékvédelmi Szakmérnöki tagozatát, 1982-ben pedig doktori címet szerzett az ipari műemlékvédelem témájában, a magyar örökségvédelem elismert szereplője lett. Kétségtelenül legismertebb alkotása a római kori Sopianae, azaz a mai Pécs IV. századi temetőjének kiépítése és látogathatóvá tétele. Ez a sorozat az Ókeresztény Mauzóleummal indult, amelyen Mendele Ferenc felkérésére kezdett dolgozni 1978-tól. Az 1986-ban átadott sírépítmény a következő évben elnyerte a szófiai Építészeti Biennále ezüstérmét, alkotója pedig az Ybl-díjat, a hivatalos indoklás szerint „átfogó építészeti, műemlékvédelmi, tervezési, építészetelméleti és oktató tevékenységéért”. A Korsós sírkamra, illetve a Péter-Pál sírkamra ugyancsak komoly kihívást jelentett, hiszen a megmaradt festményeket nemcsak meg kellett óvni, de láthatóvá és látogathatóvá is kellett tenni. A Péter-Pál sírkamra esetében ezt csak a korábbi, Möller István tervezte vasbeton védőépület elbontásával és a padló üvegre cserélésével lehetett megoldani. 1988-ban a II. számú sírkamra felújítását Pro Architectura díjjal ismerték el. 2000-ben készült el az I. és az V. számú sírépítmények felújítása; ebben az évben az UNESCO a pécsi ókeresztény emlékeket a Világörökség részévé nyilvánította. 2006-ra készült el a Cella Septichora helyreállítása, illetve a látogatóközpont a környező területek rendezésével együtt. Ezekre a típusú munkáira a visszafogott kortárs anyaghasználat és az innovatív megoldások jellemzőek.
„A Cella Septichora nélkülözi az infantilizmus legapróbb jeleit is. Számos kérdést vet fel s követel ki, s mindezek korunk örökséggel való bánásmódjának, együttélésének megkerülhetetlen, komoly, univerzális kérdései. Bachman épülete a múlt átélhetőségének nehézségeit egyetlen pillanatra sem tagadja, nem becsüli alá annak az időutazásnak a jelentőségét, amelyet a sírkamrák közé érkező látogatónak meg kell tennie. A betonkapu mögötti sötét folyosón át a fényekkel teli, üvegtetővel megvilágított térbe lépő látogatónak alkalma nyílik arra, hogy megértse: egy pillanatra a holtak birodalmába ér, amikor átlép a múlt kapuján. S ezt a határátlépést Bachman bármiféle külsődleges díszítés, vagy geg használata nélkül, a térrel magával éri el.” (György Péter)
2005-ben az egyetemi építészképzés létrehozásáért és a világörökségi cím elnyerésében játszott szerepéért Kossuth-díjat kapott.
További épületei közül kiemelkedik a pécsi Dómmúzeum, amely a székesegyház mellett az egykori várárok helyén készült el. A szerkezethez Sámsondi Kiss Béla találmányát, a „gipszbeton” technológiát alkalmazták, mivel a szűkös hely semmilyen más megoldást nem tett lehetővé. Számos családi háza közül összesen ötöt ismertek ez Az Év Lakóháza-díjjal. 1999-ben fiával létrehozta a Bachman & Bachmann Építészirodát, amelyben haláláig dolgozott. Utolsó munkái közül többre a kísérletezés, az innovatív szerkezeti megoldások jellemzőek. Ilyen a Gázi Kászim pasa dzsámija mögött emelt Szent Bertalan-harangtorony, amely teljes magasságában csak a harangozás idejére emelkedik ki a földből, illetve az ország egyik legnagyobb sátorszerkezete, az Expo Center. Ide sorolható a Cella Septichora felett kialakított, járható üvegtető is.
Díszlettervezőként is dolgozott, saját becslése szerint 20-25-re tehető ilyen jellegű munkáinak száma, a Don Quijotétól Kodály Székelyfonójáig. Egyik legsikeresebbként a Csárdáskirálynő előadására hivatkozik, amelynél pénz híján egyszerűen feltöltötte a zenekari árkot vízzel.

## Kutatási területe
- műemlékvédelem, textilépítészet, középülettervezés, lakóépülettervezés, építészet- és képzőművészet, építészettörténet, építészeti ábrázolások

## Díjai, elismerései
- Diplomadíj I. fokozat (1968)
- Az Építőipar Kiváló Dolgozója (1971)
- Ybl Miklós-díj (1987) (a pécsi Ókeresztény Mauzóleumért)
- A Szófiai Építészeti Világbiennálé ezüst érme (1987) (a pécsi Ókeresztény Mauzóleumért)
- Pro Architectura díj (1992) (a pécsi II. számú sírkamra megmentéséért)
- Szent-Györgyi Albert-díj (1996)
- Széchenyi Professzori Ösztöndíj (1997)
- Honorar Professor (1998) (Würzburg-Schweinfurt Archaffenburg Szakfőiskola)
- Pécs Város Műszaki díja (1998) (I. sz. ókeresztény sírkamra megmentéséért és a pécsi Dómmúzeumért)
- Prinz Gyula-díj (2002)
- Kossuth-díj (2005)
- Steindl Imre-díj (2005)
- Prima Primissima díj (2013)
- A Nemzet Művésze (2014)

## Munkái
- 1969. Művésztelep, Mecseknádasd ( egy parasztház átalakításával)
- 1969. I. Pécsi Ipari Vásár, Szénbányák pavilon
- 1969. Munkásklub, Komló (leégett)
- 1970. Felszabadulási Emlékmű, Komló
- 1970-71. Társasház, Mártírok útja, Pécs
- 1970. II. Pécsi Ipari Vásár Szénbányák pavilon, Főbejárati kapu
- 1972. Baranya Megyei Élelmiszerkereskedelmi Vállalat Irodaháza és ABC, Pécs, Szigeti út
- 1973. A Pécsi Bőrgyár óvodája
- 1974. Református templom, Szamoskér (Kistelegdi Istvánnal; a pályázatnál Csaba Lászlóval)
- 1974. Szolgáltatósor (üzletek, orvosi rendelő), Pécs, Rókus utca
- 1974. Szolgáltatósor (üzletek, gyógyszertár), Pécs, Kertváros
- 1975. Pécsi Galéria, Pécs, Széchenyi tér 11.
- 1975. Nyaraló, Szántód
- 1976. Harminc férőhelyes óvoda, Geresdlak
- 1977. 50 lakásos lakótelep a Mecseken, Pécs
- 1978. Lakóház, autószerelő műhely, Pécs, Tettye utca
- 1978. Óvoda, Borjád
- 1979. Szabadtéri Színpad, Pécs
- 1979. Szőlőhegyi nyaraló a Mecseken, Pécs
- 1979. Családi lakóház a kertvárosban, bővítés, átalakítás
- 1979. Mecseki lakóház, barlangház
- 1979. Mecseki villa, Szőlő utca
- 1979. Szőlőhegyi lakóház, Pécs, Gólya dűlő
- 1979. Szőlőhegyi nyaraló, Pécs, Szkókó Barackos út
- 1980. Szőlőhegyi nyaraló, Pécs, Makárhegy
- 1981. Nyaraló, Orfű
- 1981. Barlangház, Pécs, Havihegy
- 1981. Memi pasa fürdőjének rekonstrukciója, Pécs
- 1982. Pécs, Perczel utca 4-8. Társasház, Patyolat szalon (Az Év lakóháza díjas)
- 1983. Városszéli lakóház, Pécs, Málom (Az Év lakóháza díjas)
- 1983. Szőlőhegyi lakóház, Pécs, Holló dűlő
- 1983. Szőlőhegyi lakóház, Pécs, Donátus
- 1984. Virágárusító pavilon, fagylaltozó pavilon, Pécs
- 1984. Lakóház műteremmel, Budakeszi
- 1984. Családi ház, Pécs, Barackos út.
- 1984. Művészlakás, Pécs, Kiss József u. (Az Év lakóháza díjas)
- 1985. Lakóház, Harkány
- 1985. Présház bővítése lakóházzá, Pécs, Bálicsi út
- 1986. Ókeresztény mauzóleum, Pécs (Vezér Csabával)
- 1986. Kocsma, Pécs, Szigeti út
- 1986. Kocsma, Pécs-Málom
- 1987. Műteremlakás, Pécs, Szőlész dűlő
- 1987. Városi vendégház, Pécs, Török József utca
- 1987. Szőlőhegyi lakóház, Pécs, Barackos út.
- 1987. Orvosi rendelő és orvoslakás, Hosszúhetény (Az Év lakóháza díjas)
- 1987. Fogorvos lakóháza, Kurd
- 1987. Többlakásos lakóház és üzletek, Dárda (Jugoszlávia, ma Horvátország)
- 1987. Nyaraló, Balatonmáriafürdő
- 1987. Mecseki kocsma, Pécs, Felsőmakár
- 1987. Családi ház, Vokány
- 1987. Négylakásos teraszház a Mecseken, Pécs
- 1988. Keszthelyi Agrártudományi Egyetem Állattenyésztési Kara, számítógépközpont, Kaposvár
- 1988. Lakóház, Ófalu
- 1988. II. számú sírkamra, Pécs
- 1988. Lakóház, Hosszúhetény
- 1988. Ötlakásos társasház, Pécs, Asztalos János út
- 1989. Húszlakásos társasház, Pécs, Jókai utca
- 1990. Banképület, üzletház, lakások, Siklós, Felszabadulás út (Kistelegdi Istvánnal és Viczencz Ottóval)
- 1990. Piac, parkoló, üzletsor Siklóson, a vár tövében
- 1990. Családi ház, Siklós
- 1990. Banképületek, Pécs, a Zrínyi és Mátyás király utcák között
- 1991. Iker családi ház, Pécs, Vilmos utca
- 1994. Szakközépiskolai kollégium együttes felújítás és új épületegyüttes, Pécs (Kistelegdi Istvánnal)
- 1994. „Studentfair” világkiállítás pavilonja, Brüsszel (Kistelegdi Istvánnal, Bachmann Bálinttal)
- 1994. Saját lakóház („Átriumház”), Pécs (Az Év lakóháza díjas)
- 2000. Dómmúzeum, Pécs, (Kistelegdi Istvánnal)
- 2000. I. számú ókeresztény sírkamra helyreállítása, Pécs
- 2000. V. számú „Korsós” sírkamra helyreállítása, Pécs
- 2001-2003. Szent Bertalan harangtorony (Bachmann Bálinttal)
- 2004-2006. Cella Septichora helyreállítása és Ókeresztény Sírkamrák Látogatóközpont, Pécs
- 2004-2006. Expo Center, Pécs
- 2006-2009. A Rókus Sétány felújítása, Pécs
- 2007. A Pécsi Tudományegyetem Pollack Mihály Műszaki Karának rekonstrukciója, Pécs[8]
- 2009- Science Building, Pécs (épül)  Archiválva 2011. augusztus 18-i dátummal a Wayback Machine-ben

## Képgaléria

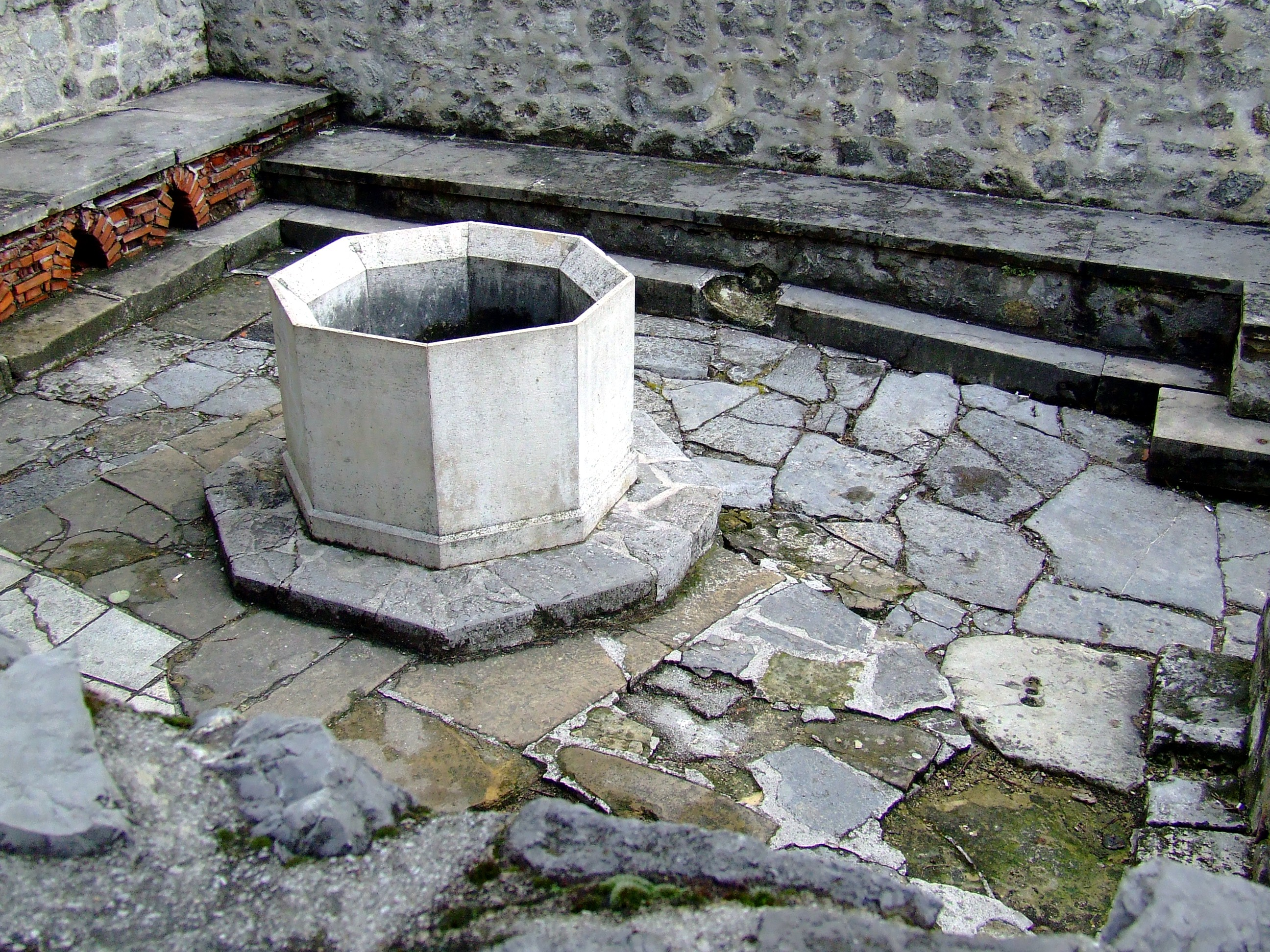
Memi pasa fürdőjének részlete, Pécs (1981)
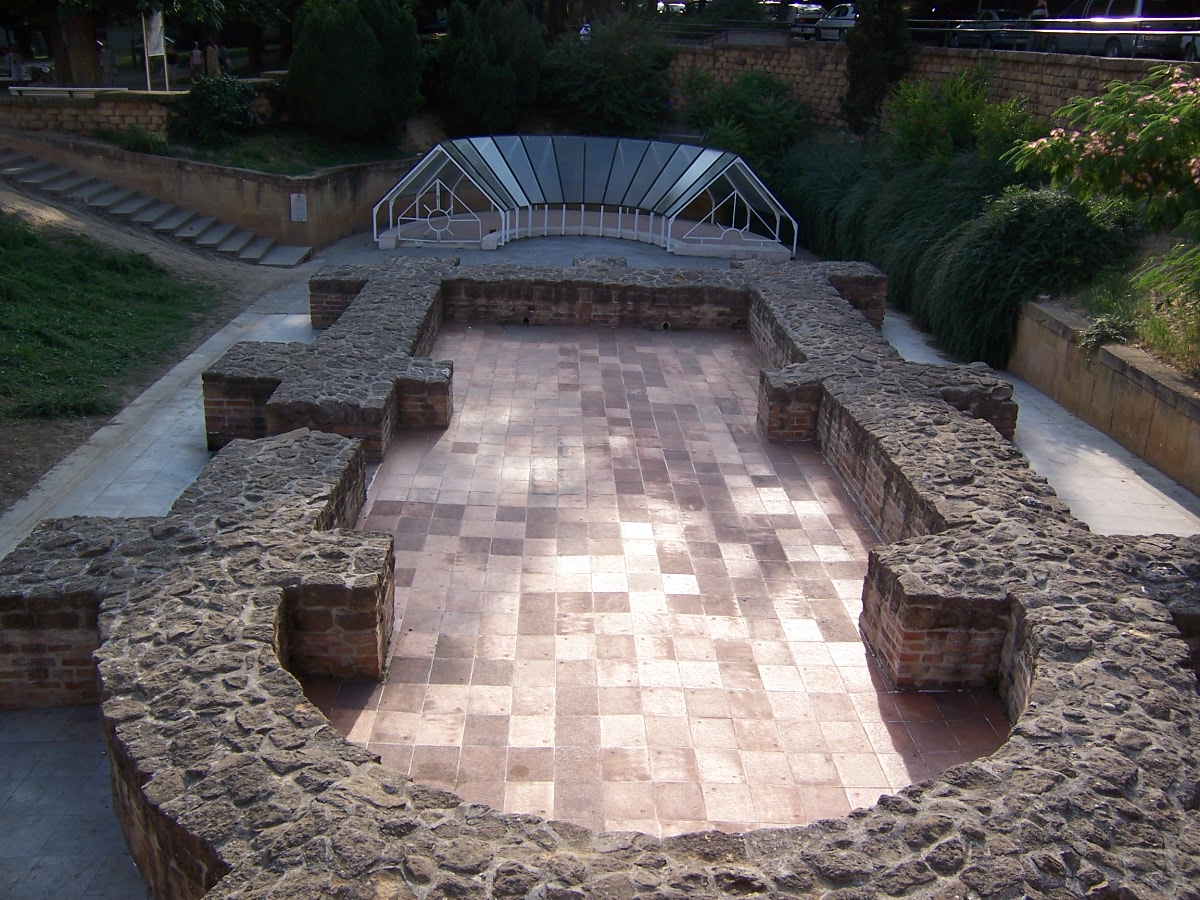
Az Ókeresztény Mauzóleum (1986)
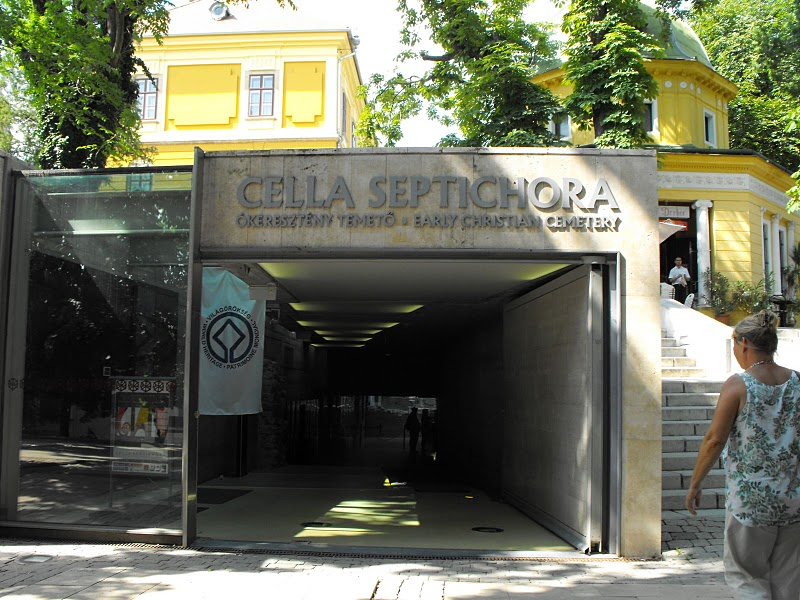
A Cella Septichora Látogatóközpont bejárata (2006)
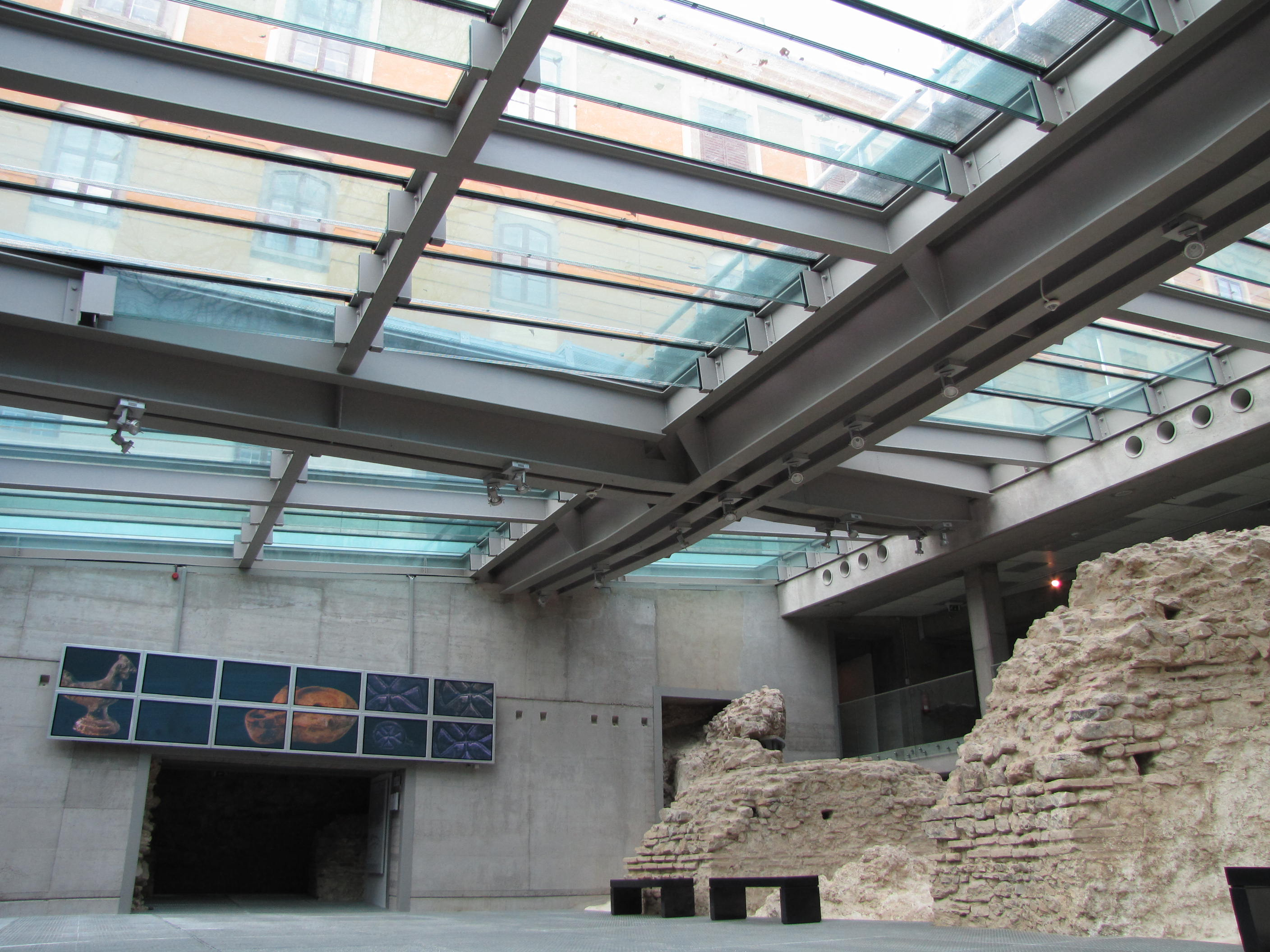
A Cella Septichora belső tere
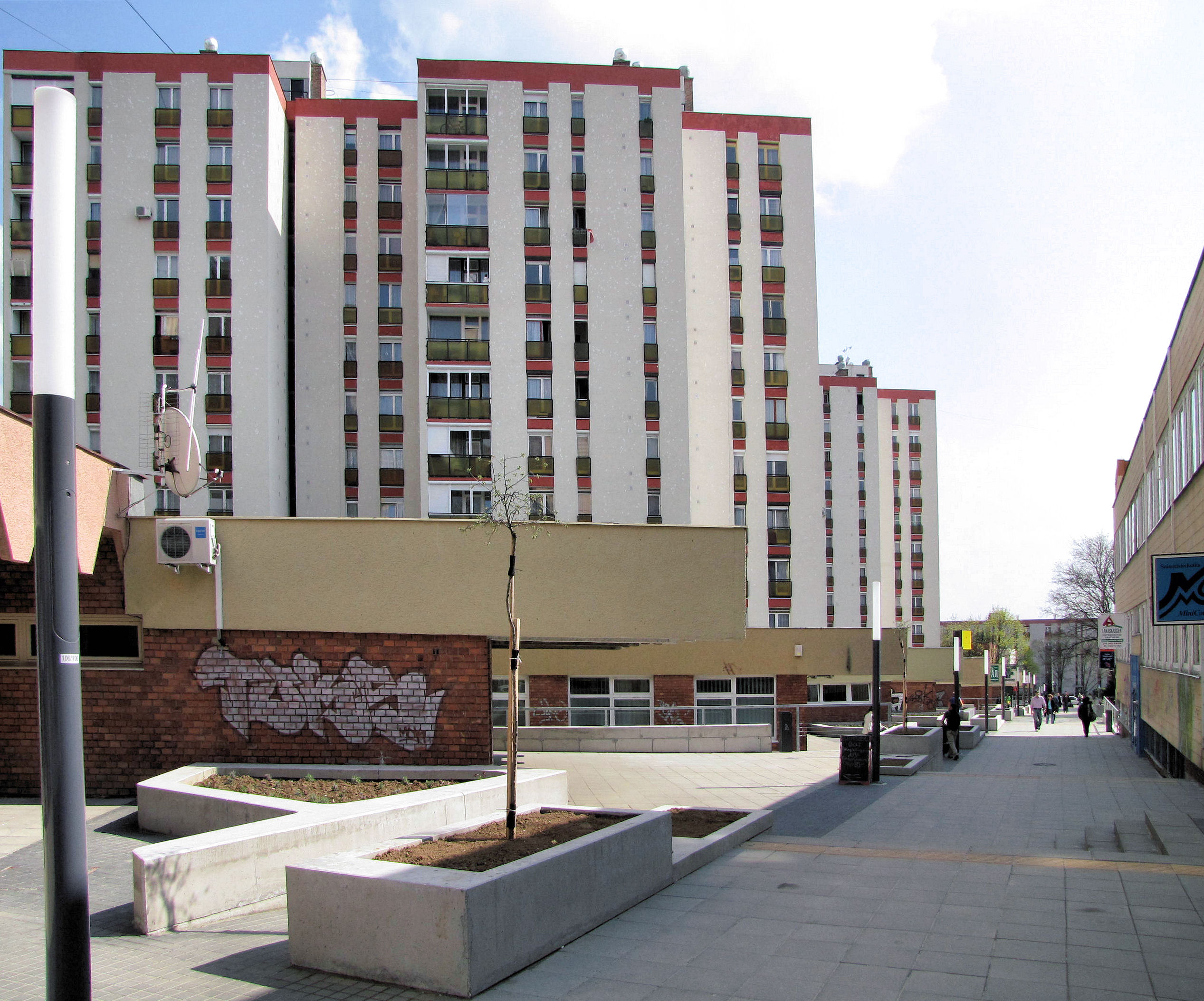
Rókus Sétány, Pécs
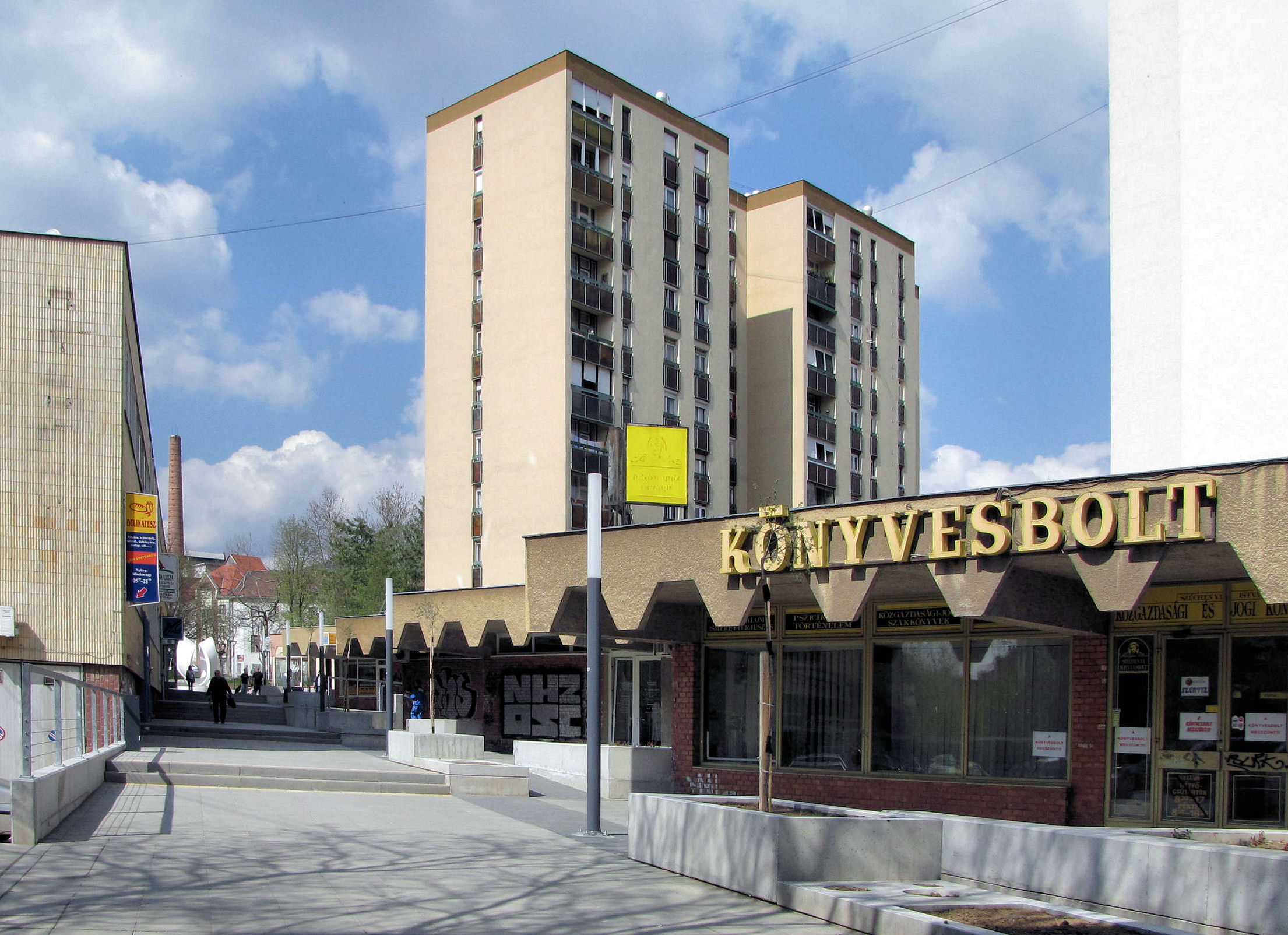
Rókus Sétány, Pécs